# Comté
Ej att förväxla med Comte.
Comté är en fransk ost gjord på opastöriserad komjölk från regionen Franche-Comté.